# Raildox

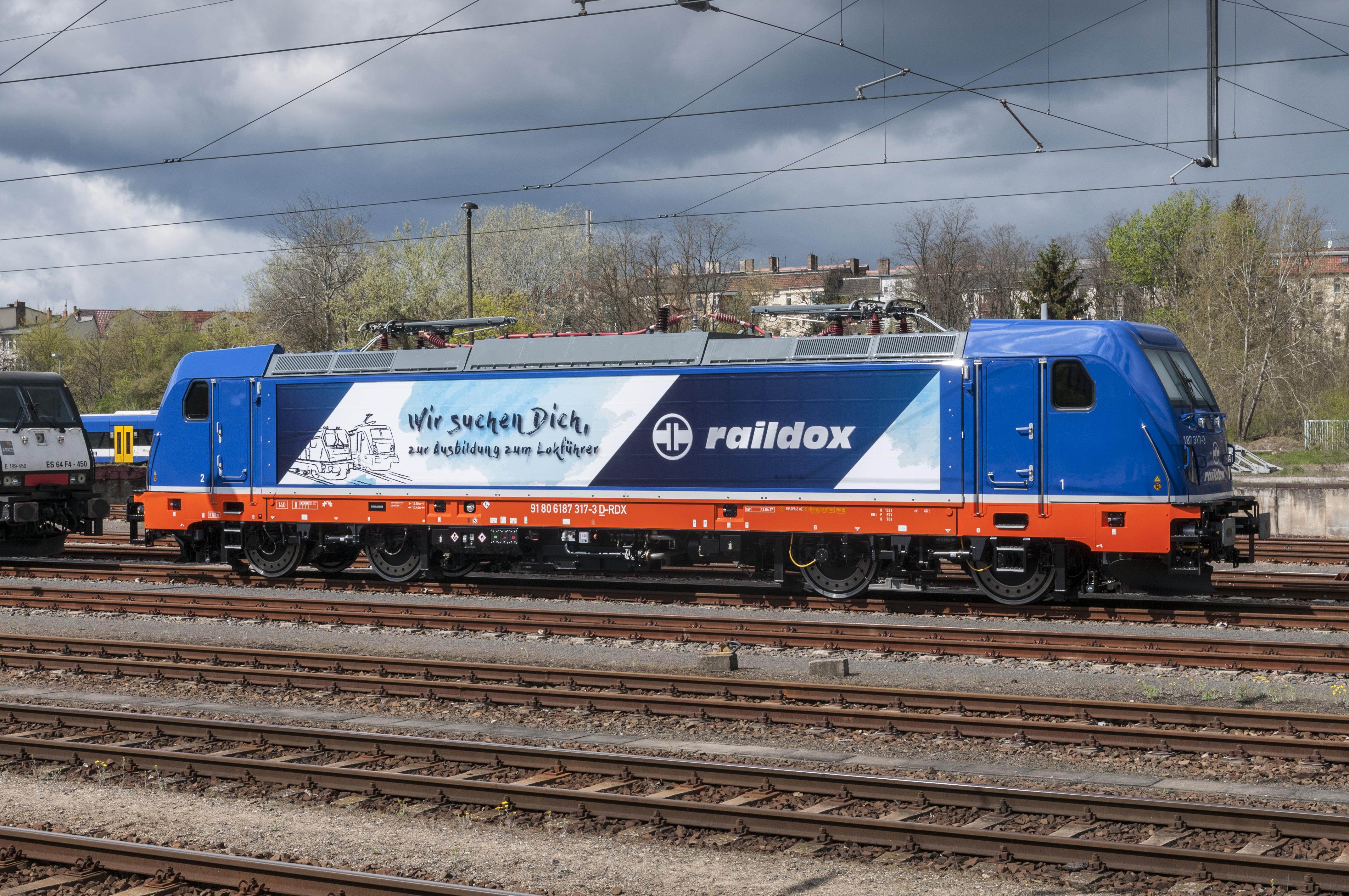
Lokomotive von Raildox

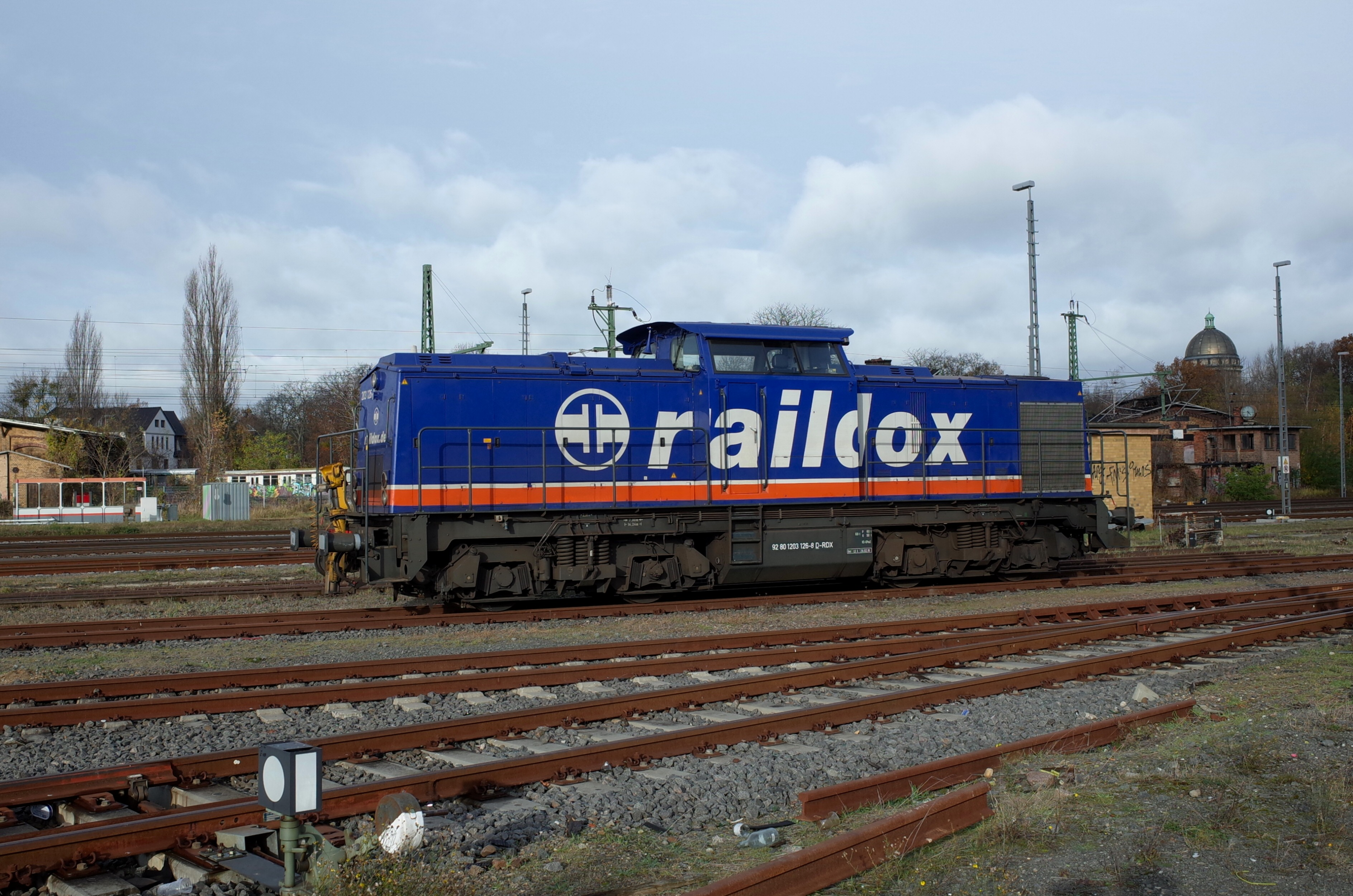

Die Raildox GmbH & Co. KG (kurz: Raildox) ist Eisenbahnverkehrsunternehmen (EVU) mit Hauptsitz in Erfurt. Die Tätigkeitsschwerpunkte des Unternehmens liegen auf den regionalen und überregionalen Schienengüterverkehr. Weitere Geschäftsfelder sind die Aus- und Weiterbildung von Triebfahrzeugführern und Wagenmeistern im Rahmen der RDX Personaldienstleistungen GmbH & Co KG.

## Geschichte
2007 erfolgte die Gründung als Personaldienstleister. 2008 erhielt das Unternehmen eine Genehmigung als öffentliches Eisenbahnverkehrsunternehmen im Personen- und Güterverkehr. Am 7. August 2009 erhielt es seine Sicherheitsbescheinigung, die bis zum 12. August 2014 gültig war und auf einen entsprechenden Antrag vom Februar 2014 hin am 1. Juni 2017 bis zum 31. Mai 2022 verlängert wurde, und begann daraufhin die Aufnahme des Betriebs im bundesweiten Güterverkehr.

## Geschäftsfelder
- Güterzugleistungen in Deutschland und Europa
- komplette Transportabwicklung und -betreuung
- Schienenverkehre und verkehrsergänzende Leistungen
- Personaldienstleistungen/Arbeitnehmerüberlassung
- Bahn-Simulator (BR 185)
- Bildungseinrichtung (Ausbildung und Weiterbildung)
- Logistik-Dienstleistungen
- Service im Bahnbereich

## Unternehmensstruktur
- Raildox GmbH & Co. KG (Eisenbahnverkehrsunternehmen)
- Raildox Infrastruktur GmbH & Co. KG
- Raildox Ausbildung
- RDX Personaldienstleistungen GmbH & Co. KG

## Fuhrpark
Raildox schaffte sich im Jahr 2010 die erste Lok 232 103-2 (Bj. 1974) an. 2022 besteht der Fuhrpark aus Lokomotiven folgender Baureihen:
- Baureihe 159
- Baureihe 185.2
- Baureihe 187
- Baureihe 076
- DR-Baureihe V 60
- DR-Baureihe V 100

## Jahresumsatz
- 2010 – ca. 4 Mio. Euro
- 2012 – ca. 7,5 Mio. Euro
- 2014 – ca. 12 Mio. Euro
- 2016 – ca. 15 Mio. Euro
- 2018 – ca. 26 Mio. Euro
- 2020 – ca. 30 Mio. Euro